# 18号加利福尼亚州州道
18号加利福尼亚州州道（California State Route 18）是一条南北走向的加利福尼亚州州级公路，南起聖貝納迪諾接210号加利福尼亚州州道（CA 210）北至佩爾布洛索姆接138号加利福尼亚州州道（CA 138）。